# Lytta nigrocyanea
Lytta nigrocyanea là một loài bọ cánh cứng trong họ Meloidae. Loài này được Van Dyke miêu tả khoa học năm 1929.